# Правий Усть-Кальжир
Правий Усть-Кальжи́р (каз. Правый Усть-Қалжыр) — село у складі Маркакольського району Східноказахстанської області Казахстану. Входить до складу Калжирського сільського округу.
Населення — 179 осіб (2021; 407 у 2009, 660 у 1999, 713 у 1989).
Національний склад станом на 1989 рік:
- казахи — 100 %